# Fontrailles
Fontrailles település Franciaországban, Hautes-Pyrénées megyében. Lakosainak száma 168 fő (2022. január 1.). Fontrailles Sarraguzan, Barcugnan, Duffort, Manas-Bastanous, Bernadets-Debat, Sadournin és Trie-sur-Baïse községekkel határos.

## Népesség
A település népességének változása:
| Lakosok száma | 133  | 139  | 147  | 151  | 158  | 161  | 167  | 167  | 168  |
|               | 2013 | 2015 | 2016 | 2017 | 2018 | 2019 | 2020 | 2021 | 2022 |